# Jenny Weleminsky

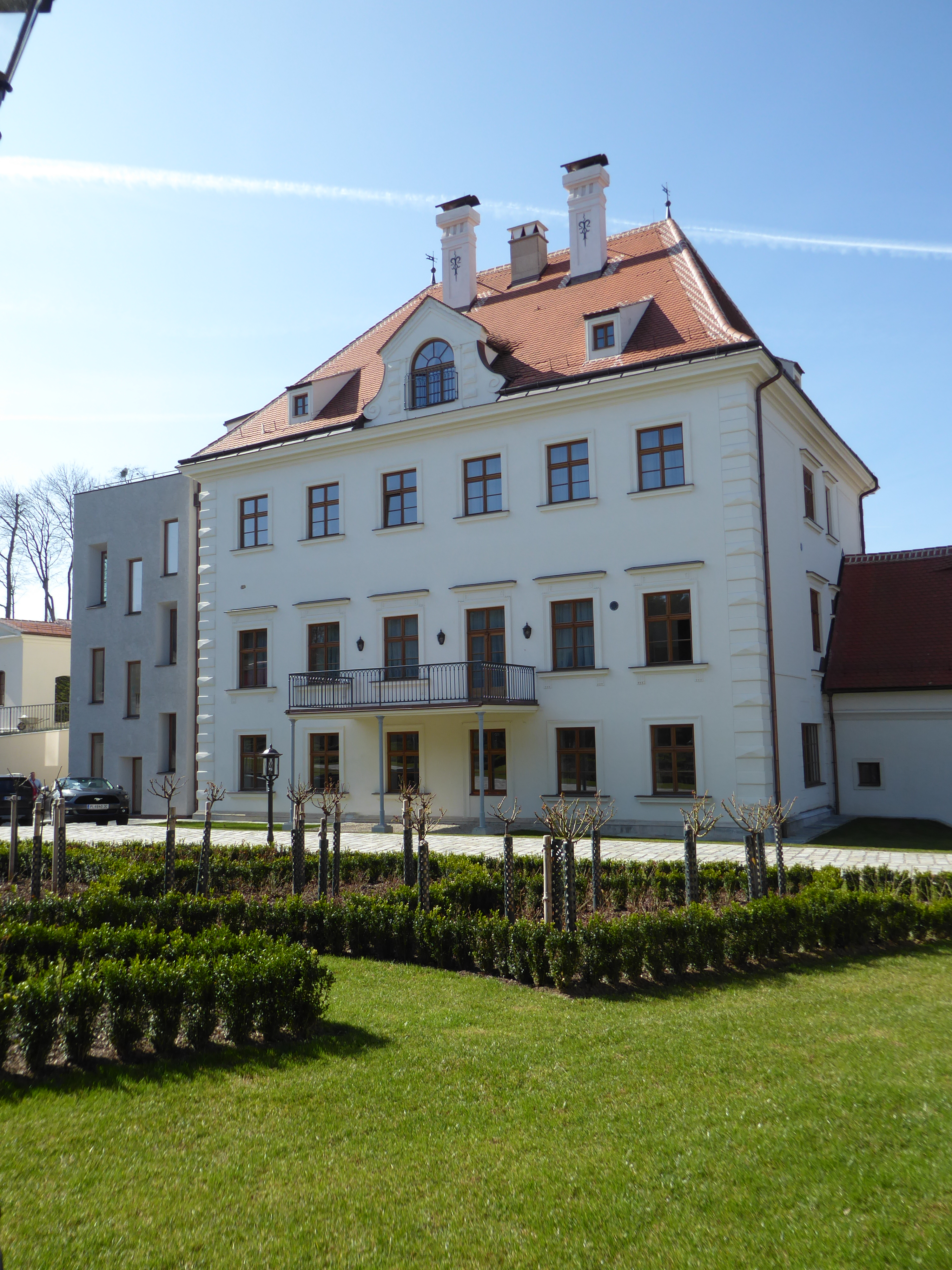
Castelul Thalheim din Kapelln

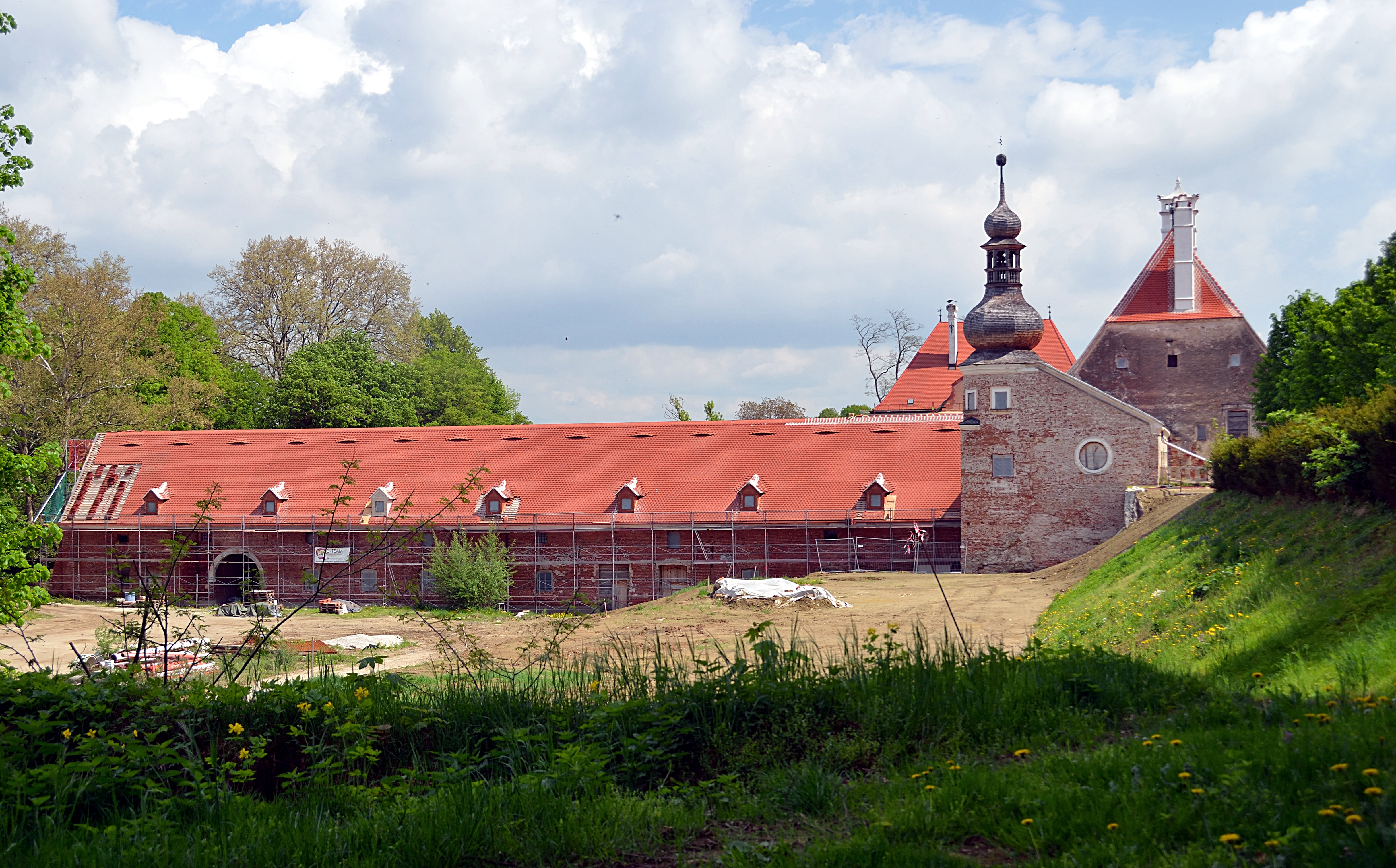
Castelul Thalheim în timpul renovării din 2013

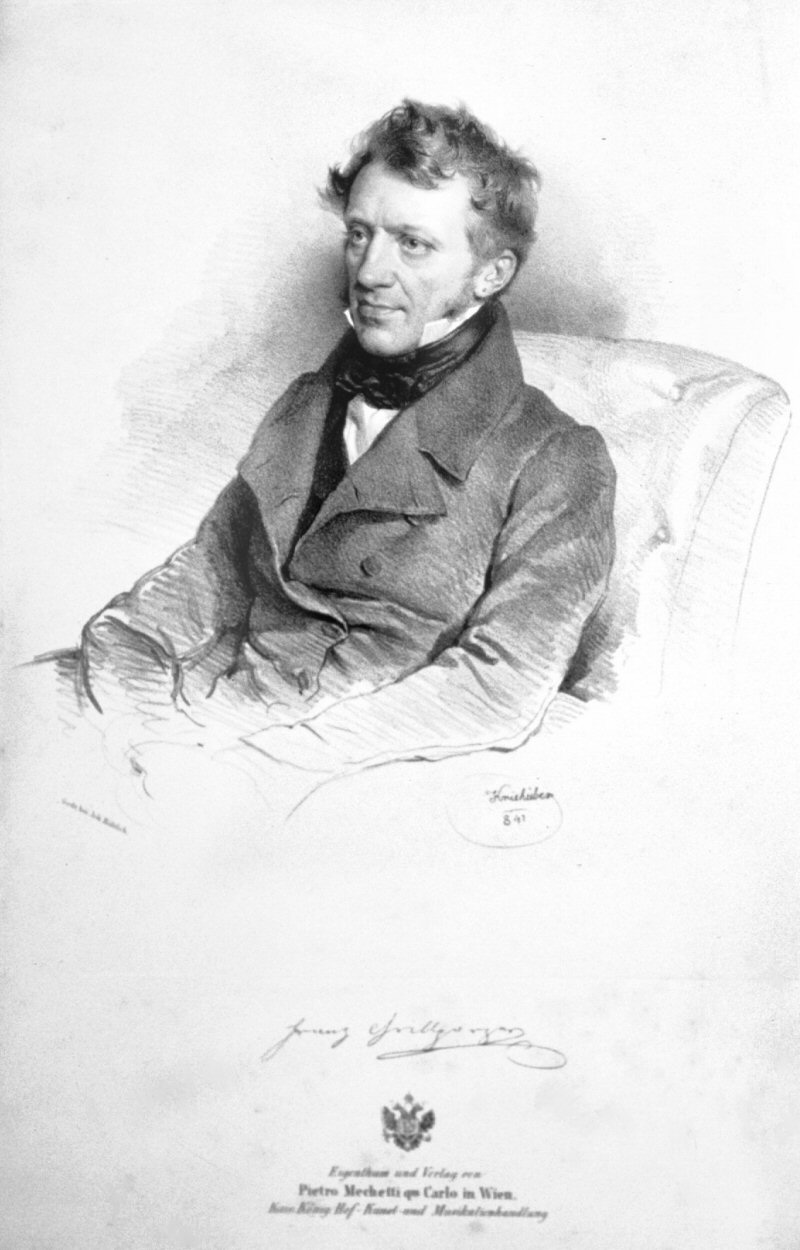
Jenny Weleminsky l-a admirat mult pe Franz Grillparzer (1791-1872) - reprezentat aici într-o litografie din 1841 a lui Josef Kriehuber - care a fost considerat poetul național al Austriei.

Jenny Weleminsky (născută Elbogen, n. 12 iunie 1882, Kapelln⁠(d), Austria Inferioară, Austro-Ungaria – d. 4 februarie 1957, Londra, Anglia, Regatul Unit) a fost o esperantistă și traducătoare germană, care s-a născut în Austria Inferioară și a crescut acolo și la Viena. A tradus operele literare ale lui Franz Grillparzer și ale altor scriitori austrieci notabili, iar unele traduceri au fost publicate în revista literară Literatura Mondo („Lumea literară”), care a devenit forumul cultural al unui grup influent de autori cunoscuți în mod colectiv sub numele de Budapeŝto skolo, Școala de Literatură Esperanto din Budapesta.

## Tinerețea și educația
Jenny Elbogen s-a născut într-o familie evreiască la 12 iunie 1882 în castelul Thalheim  din Austria Inferioară, fiind cel mai mic copil al lui Guido Elbogen (n. 1845, Jungbrunzlau  –  d. 1918, Schloss Thalheim), care a devenit președintele Anglo-Austrian Bank din Viena, și al soției sale, Rosalie (Ali) (née Schwabacher, n. 1850, Paris  –  d. 1940, Sartrouville, Île-de-France), cu care s-a căsătorit în 1868 la Paris. Avea trei surori (Antoinette (1871-1901) și Hermione și Helene (1878-1882), care au murit amândouă în copilărie) și un frate (Heinrich, cunoscut și ca Henri; 1872-1927).
Jenny Elbogen a fost educată la domiciliu de o anume Miss Allen, guvernantă din Devon, Anglia. Ea a învățat foarte bine limba engleză și vorbea fluent această limbă, iar mai târziu a tradus din engleză în esperanto volumul de memorii al medicului Axel Munthe, Cartea de la San Michele, care a fost publicat în 1935.

## Opinii politice
Jenny Weleminsky a avut opinii politicii destul de fixe, multe moștenite de la tatăl ei. Era o susținătoare înflăcărată a Monarhiei Habsburgice și a dorit restabilirea monarhiei habsburgice în Austria după cel de-al Doilea Război Mondial și întronizarea prințului Otto von Habsburg ca împărat. Cu toate acestea, ea a fost, de asemenea, o internaționalistă, așa cum a demonstrat-o entuziasmul ei pentru limba esperanto. S-a opus apelului mișcării sioniste de a stabili o patrie pentru poporul evreu și a încetat orice relație cu două dintre fiicele ei după ce ele au părăsit Austria pentru a trăi în Palestina aflată sub mandat britanic.
Deși tatăl ei, Guido Elbogen, a donat bani pentru construirea unei sinagogi noi (încheiată în 1913) la Sankt Pölten, ea a fost o evreică laică și atee.

## Căsătoria și viața de familie
După ce Guido Elbogen a murit în 1918, ea a moștenit castelul Thalheim; tatăl ei l-a cumpărat în 1882 chiar înainte ca ea să se nască. Jenny Weleminsky a locuit acolo și la Praga (care a fost până în 1918 parte componentă a Austro-Ungariei), împreună cu soțul ei Friedrich ("Fritz") Weleminsky (n. 1868, Golčův Jeníkov  –  d. 1945, Londra); ei s-au căsătorit în castelul Thalheim la 4 decembrie 1905. Soțul ei a fost lector de igienă (disciplină numită acum microbiologie) la Universitatea Germană din Praga și a dezvoltat tuberculomucin Weleminsky, un tratament pentru tuberculoză. Cuplul a administrat domeniul castelului Thalheim ca o fermă modernă de produse lactate.
Fiind evrei și confruntându-se cu persecuția nazistă, ei au găsit refugiu în 1939 în Marea Britanie, unde Jenny Weleminsky a continuat să traducă cărți în esperanto, a scris poezii și a predat limbile engleză altor refugiați.
După cel de al Doilea Război Mondial și moartea soțului ei, Jenny Weleminsky a trăit mai mulți ani la Viena, întorcându -se în cele din urmă la Londra, unde a murit de cancer la sân la 4 februarie 1957, în vârstă de 74 de ani.
Soții Weleminsky au avut împreună patru copii. Două dintre fiicele lor au emigrat la începutul anilor 1930 în Palestina aflată sub mandat britanic, unde au luat nume noi - Eliesabeth (n. 1909) a devenit Jardenah, iar Dorothea (n. 1912) a fost cunoscută sub numele de Leah. Fiica lor cea mare, Marianne (n. 1906), și fiul lor, Anton, n. 1908), s-au stabilit în Marea Britanie chiar înainte de începerea celui de al Doilea Război Mondial. Nepoții și strănepoții lor trăiesc în prezent în Marea Britanie, Israel, Australia, Suedia și Germania.

## Opera

### Traduceri din germană

#### Roman
- Alexander Roda Roda, translated by Jenny Weleminsky (1936). „La ŝtona gasto” (PDF). Literatura Mondo: 91–95. [13] [14]

#### Piese de teatru
- Franz Grillparzer, traducere de Jenny Weleminsky: Sappho: tragedio en kvin aktoj, Viena

#### Poezii
- Franz Grillparzer, traducere de Jenny Weleminsky. Poemoj de Grillparzer (Poemele lui Grillparzer)
- Franz Grillparzer, traducere de Jenny Weleminsky. "La ora felo: drama poemo ro tri partoj"
- Franz Grillparzer, traducere de Jenny Weleminsky. "La praavino: kvinakta tragedio", Viena
- Franz Grillparzer, traducere de Jenny Weleminsky. "La sonĝo kiel vivo: drama fabelo ro kvar aktoj", Viena
- Franz Grillparzer, traducere de Jenny Weleminsky. "Hanibalo: fragmento el nefinita dramo", Viena
- Franz Grillparzer: "Respondo", translated by Jenny Weleminsky (1936). „Austriaj Poetoj” (PDF). Literatura Mondo: 94.[13]
- Anastasius Grün: "La epitafo", traducere de by Jenny Weleminsky (1936). „Austriaj Poetoj” (PDF). Literatura Mondo: 94.[13]
- Friedrich Halm: "Kio estas amo?", traducere de by Jenny Weleminsky (1936). „Austriaj Poetoj” (PDF). Literatura Mondo: 94.[13]
- Johann Gabriel Seidl: "La majstro kaj lia verko", traducere de by Jenny Weleminsky (1936). „Austriaj Poetoj” (PDF). Literatura Mondo: 94.[13]

### Traduceri din engleză

#### Roman
- Axel Munthe : Romano de San Michele (Cartea de la San Michele), traducere de Jenny Weleminsky. Literatura Mondo, Budapesta, 1935, 511 pp.[15]